# Daniel Blaikie
Pour les articles homonymes, voir Blaikie.
Daniel Blaikie, né en 1984 à Winnipeg, est un électricien et homme politique canadien.
Il est élu député à la Chambre des communes lors des élections fédérales de 2015 et est réélu en 2019 et en 2021. Il a représenté la circonscription d'Elmwood—Transcona sous la bannière du Nouveau Parti démocratique.

## Biographie
Né en 1984 à Winnipeg, Daniel Blaikie complète un baccalauréat ès arts à l'Université de Winnipeg et une maîtrise ès arts en philosophie à l'Université Concordia. Par la suite, il obtient une certification d'électricien de construction.
Daniel Blaikie est le fils de Bill Blaikie, un ancien député de Winnipeg, chef adjoint du NPD et ministre provincial et le frère de Rebecca Blaikie, une femme politique et ancienne présidente du NPD.
Le 19 octobre 2015, il est élu député à la Chambre des communes de la circonscription d'Elmwood—Transcona sous la bannière du Nouveau Parti démocratique lors des élections fédérales, et est réélu en 2019 et en 2021.
Blaikie annonce sa démission du Parlement, à compter du 31 mars 2024, afin d'accepter un poste au sein du bureau du premier ministre du Manitoba, Wab Kinew, en tant que conseiller spécial pour les affaires intergouvernementales.